# 戈壁鴨龍屬
戈壁鴨龍是種基礎鴨嘴龍類恐龍，生存於白堊紀晚期（森諾曼階至桑托階），發現於蒙古的巴彥思楞組。身長7.5公尺。

## 發現及命名

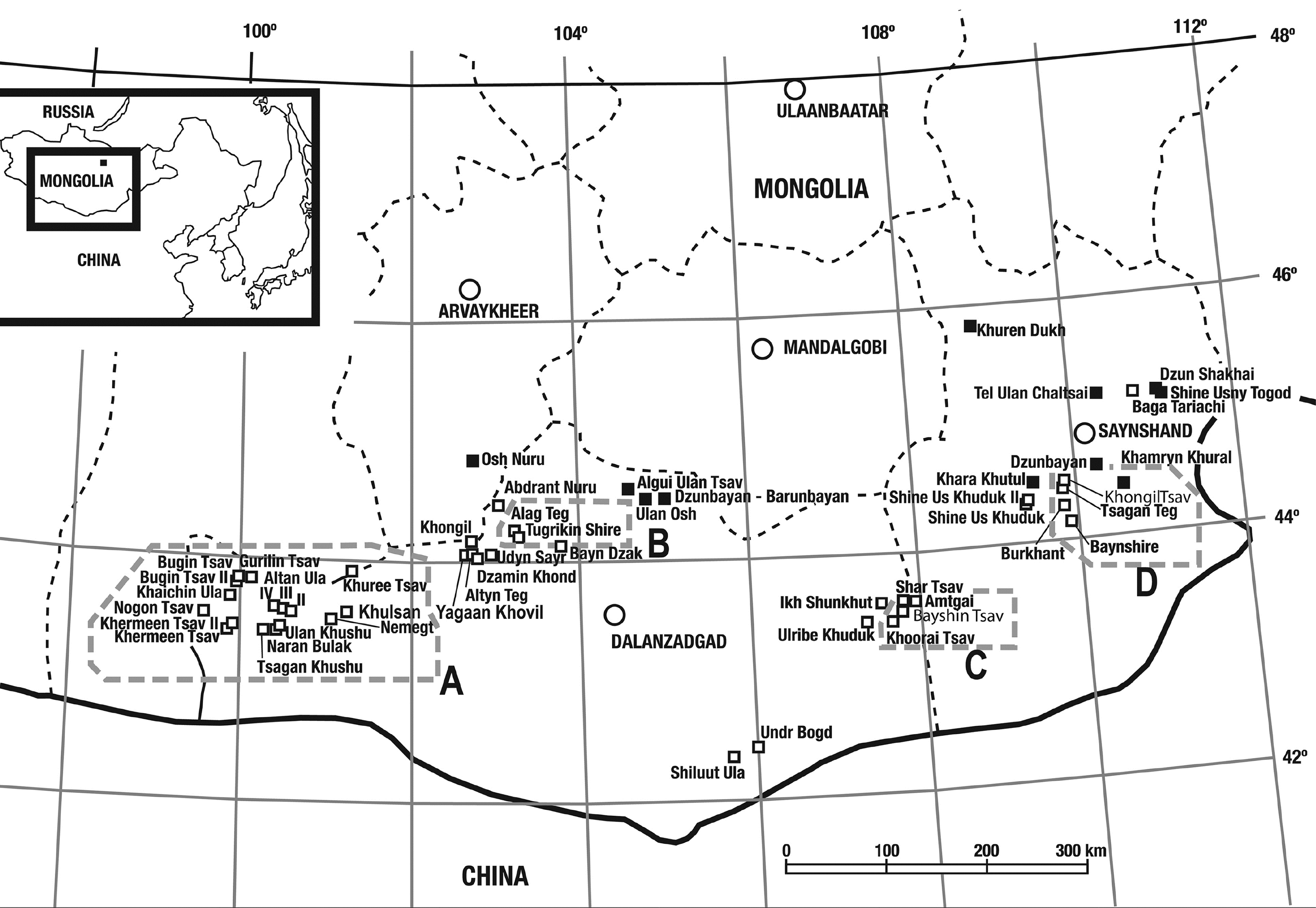
蒙古的化石分布點，戈壁鴨龍主要來自C和D區

1993年至2004年間，蒙古古生物學中心和日本原林自然科學博物館在Bayshin Tsav地區進行挖掘活動，發現了一種新的基礎鴨嘴龍類化石，Tsogtbaatar於2008年便研究了該物種。
模式種蒙古戈壁鴨龍（Gobihadros mongoliensis）由Khishigjav Tsogtbaatar、David Bruce Weishampel、David Christopher Evans以及渡部真人於2019年所敘述、命名，意指「來自蒙古戈壁的鴨嘴龍類」。因為敘述文獻發表於電子期刊，需使用生物科學標識碼使學名具有效性，屬的標識碼為38EE8AD7-AD50-44BF-B31D-B2675456556A而種的標識碼為2DB42EE7-6A64-4D64-AA19-E5D3453BF99C。

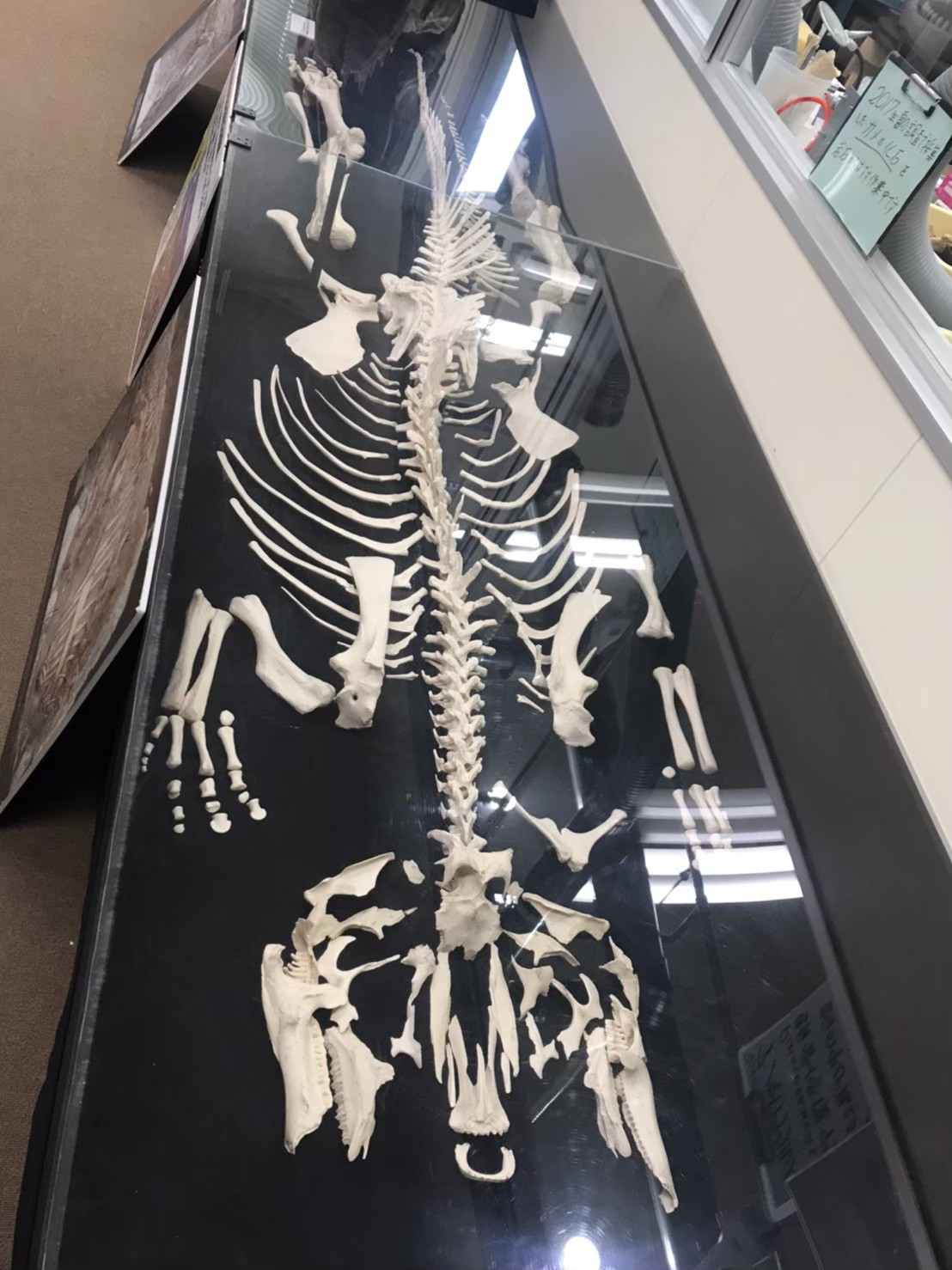
平伏狀的化石展示

正模標本編號MPC-D100/746發現於巴彥思楞組，年代為森諾曼階至桑托階，約8500萬年前。包含一個幾乎完整、關節連接的骨骼和部分碎裂的頭骨。還有許多標本被歸入本屬，其中最具重要性的是編號MPC-D100/763標本，一個完整連接的頭骨以及手部。這些標本分別發現於蒙古的不同地區。總體來說，戈壁鴨龍成為目前所知最完整的亞洲基礎鴨嘴龍類。

## 敘述

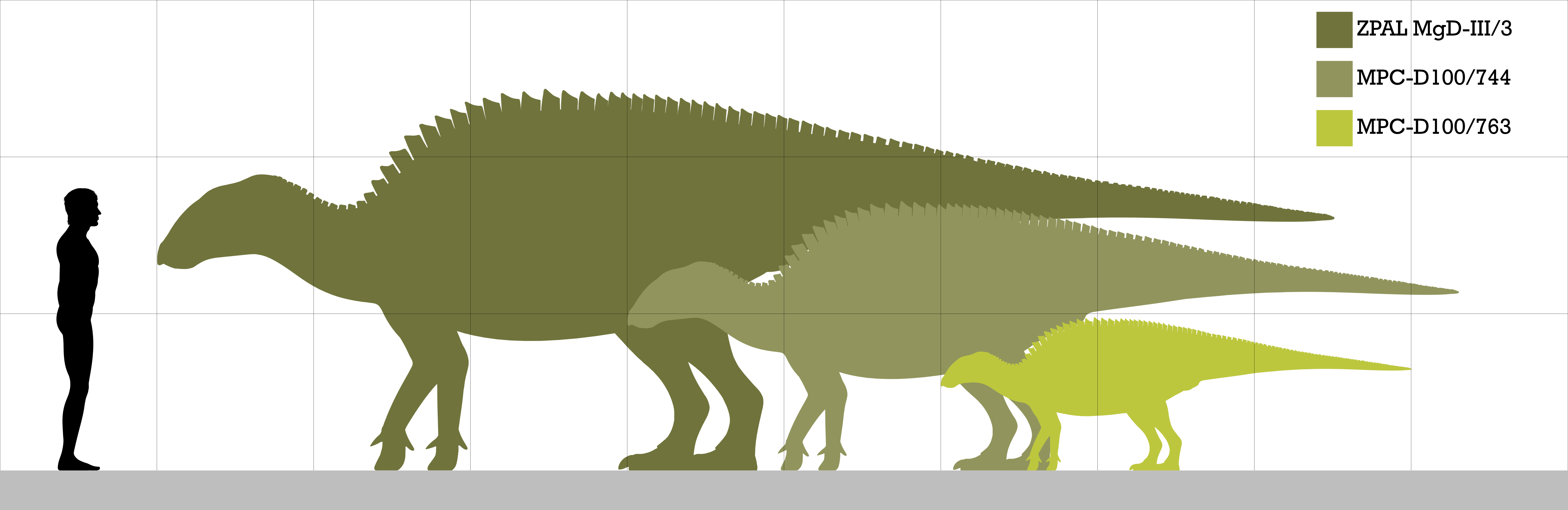
三種年齡層的標本體型比例

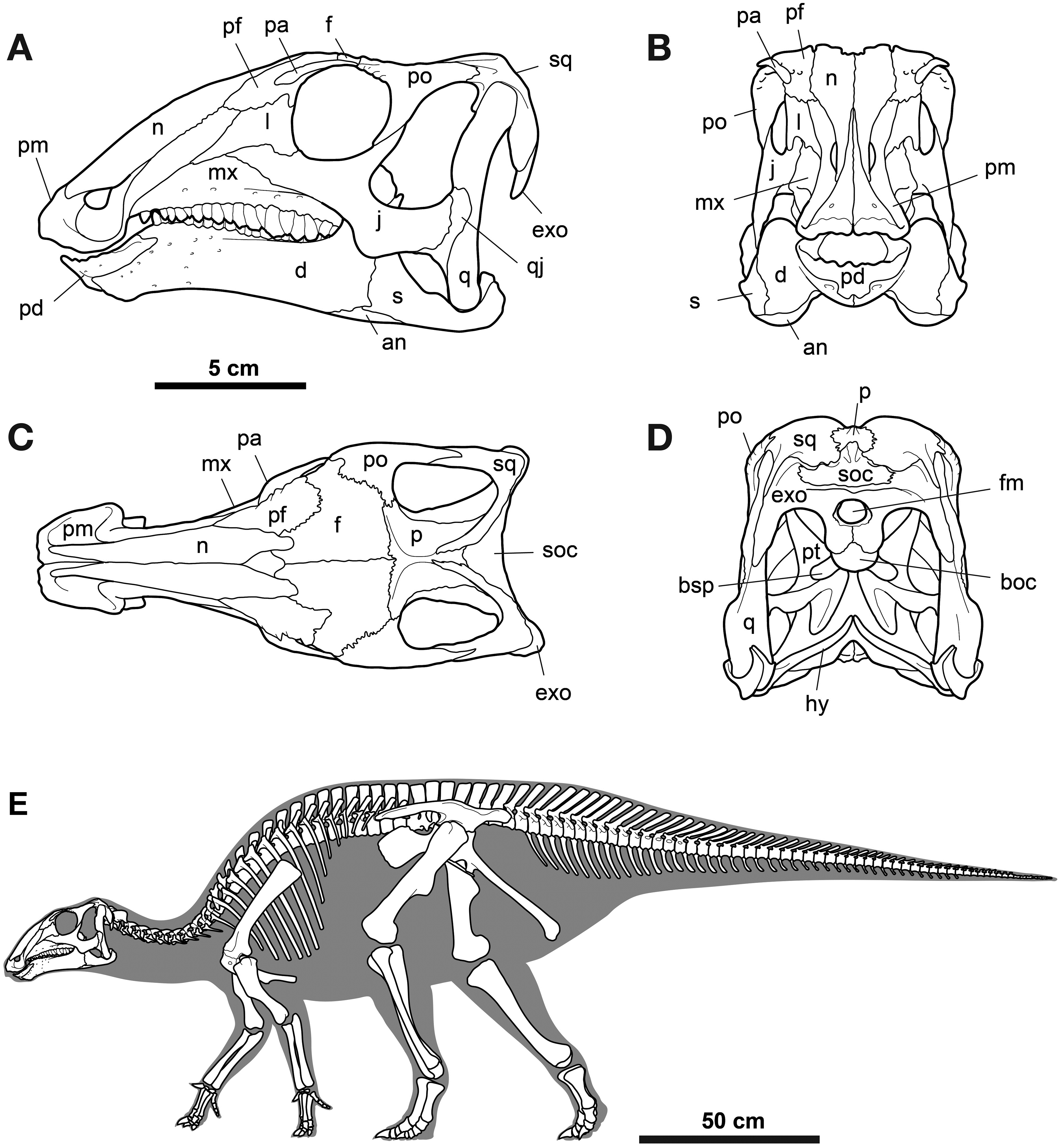
骨骼重建圖

戈壁鴨龍是中型的鴨嘴龍類。編號MPC-D100/763標本是個未成熟個體，死時約長3公尺。其他標本體型更大：編號MPC-D100/744標本的股骨長72.8公分，推估身長5.3公尺；而編號ZPAL MgD-III/3標本長達7.5公尺，股骨長104公分，根據股骨和脛骨的骨質吸收及骨質再生判斷，它代表著一個年長個體，並可能是完全成熟體的最大長度。
敘述者列出一些鑑定特徵：不同於所有其他已知非鴨嘴龍科的鴨嘴龍類，戈壁鴨龍的前上頜骨具有雙層齒突緣、下頜每個牙位最多有三顆牙齒，這是典型的鴨嘴龍科特徵，可能在不同的鴨嘴龍科分支中平行演化出來。戈壁鴨龍與巴克龍、原巴克龍、原賴氏龍、破碎龍、特提斯鴨嘴龍的差異在於上髂骨的起伏輪廓、較為側向突出的髖臼嵴。戈壁鴨龍與特提斯鴨嘴龍、近鴨嘴龍、鴨嘴龍科的差異在於其食指具圓錐形尖爪。

## 分類
戈壁鴨龍於2019年被分類至鴨嘴龍超科位於鴨嘴龍科之外的基礎位置。戈壁鴨龍和其他基礎物種組成多分支，彼此確切的親緣關係不明。戈壁鴨龍的出現被認為是後來北美洲鴨嘴龍類入侵亞洲的一種形式。

## 古生物學

### 古病理學

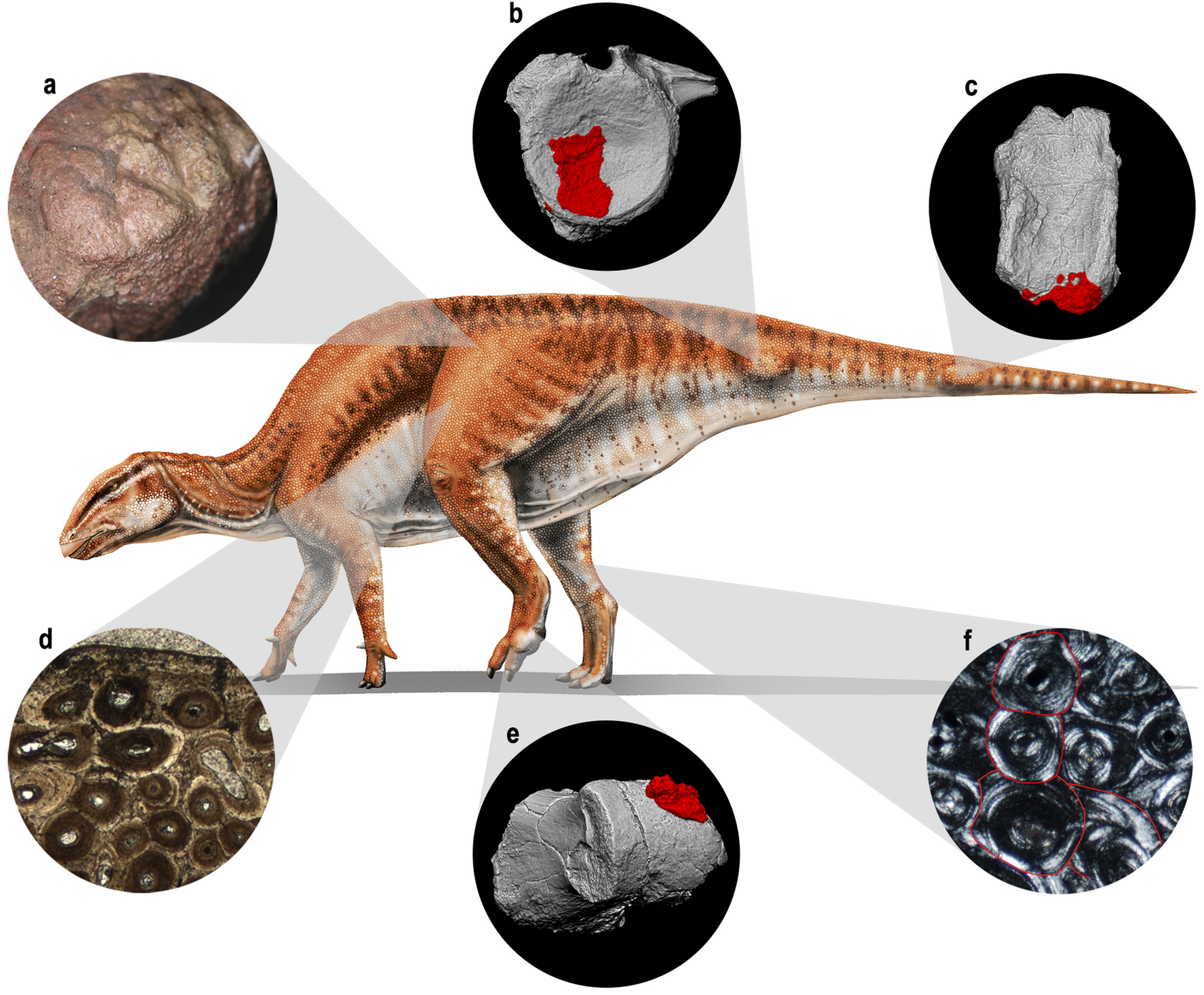
ZPAL MgD-III/3個體的復原圖，標示出年老特徵與病理證據

2021年Justyna Słowiak的團隊使用CT掃描檢驗了一隻特別大型的戈壁鴨龍個體ZPAL MgD-III/3標本，發現骨骼中保存了某些異常鈣沉積痕跡。根據古病理學的說法，這種痕跡屬於一種被稱為焦磷酸鈣沈積（CPPD）的疾病，常在尾椎或腳趾發現。由於這隻個體患有此疾，加上巨大的體型，可能反映著戈壁鴨龍成長到體型極限值，且顯示年齡相當老，疾病將導致感染部位的關節深受限制及疼痛所苦。牠的疾病很可能是衰老自然產生，而非如物理創傷等外部因素。研究還透過在股骨中觀察到緊密排列的生長停滯線（LAGS）與外部基礎系統（external fundamental system）來證明是隻年老個體。